# Bataille de Mascara
 (janvier 2014).
 (avril 2014).
Si vous disposez d'ouvrages ou d'articles de référence ou si vous connaissez des sites web de qualité traitant du thème abordé ici, merci de compléter l'article en donnant les références utiles à sa vérifiabilité et en les liant à la section « Notes et références ».
Conquête de l'Algérie par la France
La bataille de Mascara, qui oppose en novembre et décembre 1835 les troupes du maréchal de France Clauzel et les combattants d'Abd el-Kader, est un épisode du combat entre l'émir et la France (1832-1847).

## Contexte historique
À la suite de l'expédition d'Alger (juin-juillet 1830) et à la chute de la régence d'Alger, ainsi qu'à l'occupation d'Oran par les troupes françaises, le chérif Abd el-Kader (1808-1883), fils du chef de la confrérie de la Qadiriyya, est désigné en 1832 comme émir par les tribus de la région de Mascara. Contrairement au bey de Constantine, Ahmed Bey, il ne combat pas pour le compte de l'Empire ottoman, dont la régence d'Alger faisait théoriquement partie, mais au nom de l'Islam. 
En 1834, il conclut un traité avec le commandant de la division d'Oran, le général Desmichels. Mais ce traité pose un certain nombre de problèmes au gouvernement français et Desmichels perd son commandement (février 1835) ; son successeur à Oran, le général Trézel, reprend les hostilités, mais subit une défaite à la Macta (juin 1835) et est à son tour relevé de ses fonctions, ainsi que le gouverneur général Drouet d'Erlon (juillet 1835).
Le nouveau gouverneur général, Bertrand Clauzel, envisage une conquête rapide de l'ensemble de l'Algérie ; en premier lieu, il veut en finir avec Abd el-Kader et décide de lancer une attaque contre sa capitale, Mascara.

## Déroulement des opérations

### L'expédition française vers Mascara
Commandée par le maréchal Clauzel, accompagné du duc d'Orléans, fils de Louis-Philippe, elle comprend 11 000 hommes. Elle est organisée en 4 brigades (généraux Oudinot, Perrégaux, d'Arlanges, colonel Combes) avec un corps de 900 combattants autochtones, des Turcs (janissaires de l'ex-Régence), des Douairs et des Smélas (tribus de la région d'Oran). La brigade Oudinot comprend un bataillon de zouaves sous la conduite de Lamoricière[réf. nécessaire].
Le départ a lieu le 28 novembre. À l'arrivée dans les montagnes, un engagement assez sérieux a lieu le 1er décembre.
Le 3 décembre, une attaque plus grave a lieu dans la plaine de l'oued Habrah.

### La bataille de l'Habrah
« Les troupes françaises, inquiétées sur leurs arrières par un fort parti de la cavalerie que le colonel Combes disperse au canon, franchissent les ravins et les cimetières encombrés de cadavres. Les spahis poursuivent les derniers fuyards en corps à corps. Il faut ouvrir à coup de pioche un chemin à travers ces montagnes escarpées, ces mamelons broussailleux, ces ravins abrupts et ces amas de rochers, en l'absence de routes. L'intervention du génie, commandé par le général Lemercier, permet de frayer un chemin aux voitures.
L’émir Abd el-Kader, qui dans cette journée, manœuvre dans son côté aussi bien que le lui permettent les éléments qui sont à son commandement, forcé de renoncer à son attaque de flanc, se porte par les montagnes, et s'établit perpendiculairement à la direction, dans une position protégée à droite par un bois et à gauche par des montagnes. »

### La prise de Mascara
Ne pouvant arrêter la progression des troupes françaises, Abd el-Kader fait évacuer la ville le 6 décembre ; les Français y arrivent le lendemain. Clauzel a d'abord l'intention d'y installer un bey sous contrôle étroit de la France. Compte tenu de la situation, il préfère évacuer la ville le 9 en l'incendiant, puis revient à son point de départ.
Malgré les succès militaires de l'expédition, son objectif stratégique (faire capituler Abd el-Kader) n'est donc pas atteint.

## Suites et conséquences
Le maréchal Clauzel lance par la suite une opération contre Tlemcen, ville assez proche de Mascara (janvier 1836) et relevant de l'émirat d'Abd el-Kader.
Délaissant ensuite l'Ouest algérien, il se lance dans la première expédition contre Constantine (novembre 1836), mais c'est un échec ; il est remplacé à Alger par le général Damrémont (février 1837). Peu après, le général Bugeaud, commandant à Oran, signe un nouveau traité avec Abd el-Kader (mai 1837, à Tafna).
À la suite de la prise de Mascara et bien que les Français n'y aient pas installé de garnison, Abd el-Kader choisit d'établir sa capitale en un lieu plus éloigné d'Oran, Tagdemt (ancienne Tahert).